# کم آبی اقتصادی
کم آبی اقتصادی، بدلیل عدم سرمایه گذاری در زیرساخت آب یا ناکافی بودن ظرفیت انسانی برای تأمین تقاضای آب در مناطقی که جمعیت قادر به استفاده از منبع کافی آب نیست، ایجاد می‌شود.
عدم وجود زیرساخت‌ها به طوری که افراد برای مصارف خانگی و کشاورزی اغلب، مجبور به برداشت آب از رودخانه‌ها یا دریاچه‌ها شوند، جزء علائم کم آبی اقتصادی هستند. اگرچه بر بهبود منابع آب برای آشامیدن و مصارف خانگی تأکید زیادی شده است، اما شواهد نشان می‌دهد که نسبت به آشامیدن و پخت وپز، برای مصارف دیگر مانند حمام کردن، شستشوی لباس، پرورش دام و نظافت، آب بسیار بیشتری مصرف می‌شود. این مشاهدات حاکی از آن است که تاکید بسیار زیاد بر نیازهای آب آشامیدنی، به بخش کوچکی از مشکلات منابع آب توجه می‌کند و بنابراین حوزه راه حل‌های موجود را محدود می‌سازد.
مناطق زیادی از آفریقا از کم آبی اقتصادی رنج می‌برند؛ بنابراین توسعه زیرساخت‌های آب در آنجا، می‌تواند به کاهش فقر کمک کند. سرمایه گذاری در زیرساخت‌های نگه‌داری آب و آبیاری می‌تواند به افزایش تولید غذا، کمک کند، به‌ویژه در کشورهای در حال توسعه که عمدتا به کشاورزی کم بازده متکی هستند. توانایی برای تامین آب کافی برای مصرف یک جامعه می‌تواند به میزان زیادی به نفع سلامت مردم باشد. با این حال، غلبه یافتن بر این نوع کمبود آب می‌تواند چیزی بیش از زیر ساخت‌های جدید نیاز داشته باشد؛ این امر نیازمند انواع مداخلات اجتماعی- اقتصادی و اجتماعی- سیاسی است که به فقر و نابرابری اجتماعی توجه می‌کند، اما به دلیل کمبود بودجه، برنامه ریزی‌های زیادی باید انجام شوند.
این اصطلاح برای اولین بار در یک مطالعه گسترده در سال 2007 در مورد استفاده از آب در کشاورزی در طی 50 سال گذشته از دست اندرکاران، محققان و سیاست‌گذاران تحت نظارت موسسه بین المللی مدیریت آب در سریلانکا توصیف شد؛ که هدف آن، کشف اینکه آیا جهان از منابع آب کافی برای تولید غذا برای جمعیت در حال رشد ‌‌‌‌‌‌‌در آینده برخوردار است یا خیر. آب، یکی از حیاتی‌ترین عوامل در برنامه‌های مربوط به توسعه است؛ تلاش‌ها برای توسعه، حفاظت، استفاده و مدیریت منابع آب، باید با دیدگاه‌های ملی هدایت شوند.‌‌‌‌‌‌ اصطلاح کم آبی فیزیکی در این مطالعه، برای معرفی موقعیت‌هایی که آب کافی برای تامین همه تقاضاها وجود ندارد و برای عملکرد مؤثر اکوسیستم ها نیاز است، مورد استفاده قرار گرفته است.

## منبع
1. 1 2 3  Madulu, Ndalahwa F. (2003-01-01). "Linking poverty levels to water resource use and conflicts in rural Tanzania". Physics and Chemistry of the Earth, Parts A/B/C (به انگلیسی). 28 (20): 911–917. doi:10.1016/j.pce.2003.08.024. ISSN 1474-7065.
2. ↑  Duchin, Faye; López-Morales, Carlos (2012-12-01). "Do Water-Rich Regions Have a Comparative Advantage in Food Production? Improving the Representation of Water for Agriculture in Economic Models". Economic Systems Research. 24 (4): 371–389. doi:10.1080/09535314.2012.714746. ISSN 0953-5314.
3. ↑  Noemdoe, S.; Jonker, L.; Swatuk, L. A. (2006-01-01). "Perceptions of water scarcity: The case of Genadendal and outstations". Physics and Chemistry of the Earth, Parts A/B/C. Water for Sustainable Socio-Economic Development, Good Health for All and Gender Equity (به انگلیسی). 31 (15): 771–778. doi:10.1016/j.pce.2006.08.003. ISSN 1474-7065.
4. ↑  Anand, P. B. (2004-09-01). "The political economy of water scarcity and issues of inequality, entitlements and identities: A tale of two cases from southern India". International Journal of Technology Management & Sustainable Development. 3 (2): 115–132. doi:10.1386/ijtm.3.2.115/0.

Economic water scarcity